# Cerbalus aravaensis
Espèce
Cerbalus aravaensis est une espèce d'araignées aranéomorphes de la famille des Sparassidae.

## Distribution
Cette espèce se rencontre dans le Sud d'Israël et en Jordanie dans la vallée d'Arabah,.

## Description
Le mâle holotype mesure 23,5 mm, les mâles mesurent de 18,5 à 24,0 mm et les femelles de 22,0 à 26,5 mm.
C'est la plus grosse araignée du Moyen-Orient.

## Étymologie
Son nom d'espèce, composé de arava et du suffixe latin -ensis, « qui vit dans, qui habite », lui a été donné en référence au lieu de sa découverte, l'Arabah.

## Systématique et taxinomie
Cette espèce a été décrite par Gershom Levy en 2007 à partir de onze mâles et trois femelles.

## Publication originale
- Levy, 2007 : Calommata (Atypidae) and new spider species (Araneae) from Israel. Zootaxa, no 1551, p. 1-30.